# Erwin Ding-Schuler
Erwin-Oskar Ding-Schuler (Bitterfeld, 19 september 1912 - Freising, 11 augustus 1945) was een SS-Sturmbannführer en kamparts in concentratiekamp Buchenwald.

## Levensloop
Ding-Schuler was een buitenechtelijke zoon van arts Carl Freiherr von Schuler. In 1915 werd hij door Heinrich Ding geadopteerd. Nadat hij de middelbare school had afgerond ging hij medicijnen studeren. Op twintigjarige leeftijd werd Ding-Schuler lid van de Nationaalsocialistische Duitse Arbeiderspartij (NSDAP). Enige tijd later nam hij dienst bij de Schutzstaffel (SS). In 1937 promoveerde Ding-Schuler na het afronden van een medisch onderzoek. Tevens bemachtigde hij een plaats in de SS-Ärtzlichen Junkerschule.
In 1938 werd Ding-Schuler door de SS als kamparts ingezet in concentratiekamp Buchenwald. Aan het begin van de Tweede Wereldoorlog was hij de adjudant van de medische afdeling van de SS-Division Totenkopf. In die functie ging hij aan de slag bij de SS-Ärztlichen Akademie in Graz. Vanaf het najaar van 1941 was hij medewerker van het in Berlijn gelegen Hygiene-Institut der Waffen-SS, dat onder leiding stond van Joachim Mrugowsky.
In december 1941 werd Ding-Schuler in Buchenwald hoofd van de afdeling die onderzoek doet naar vlektyfus. Deze nieuwe afdeling was in het leven geroepen nadat de ziekte zich in het najaar van 1941 over heel Duitsland had verspreid. Al vrij snel na zijn aanstelling werden er gesprekken gevoerd met vertegenwoordigers van de Wehrmacht en fabrikanten om tot een vaccin te komen. Er werd besloten dat de gevangenen in Buchenwald werden gebruikt om mogelijke vaccins op te testen. Tussen januari 1942 en maart 1945 werden er negen mogelijke vaccins op de gevangenen uitgeprobeerd. Vast staat dat tot aan januari 1945 ten minste 988 gevangenen werden gebruikt voor deze experimenten. Velen hiervan kwamen om het leven of liepen blijvend letsel op.
Op 9 augustus 1943 werd de naam van de afdeling, die officieel "Fleckfieberversuchsstation" heette, veranderd naar het algemenere "Abteilung für Fleckfieber und Virusforschung". Waldemar Hoven, eveneens een kamparts in Buchenwald, werd aangewezen als tijdelijk plaatsvervanger van Erwin Ding-Schuler.
In Buchenwald werd naast vlektyfus ook onderzoek gedaan naar gele koorts en koudvuur. Ook mogelijke vaccins voor deze ziektes werden onder leiding van Ding-Schuler op gevangenen uitgeprobeerd. De onderzoeksresultaten werden door Ding-Schuler gepubliceerd in vakbladen.
Ding-Schuler had tijdens zijn verblijf in Buchenwald een goede relatie met concentratiekampgevangene Eugen Kogon, die veel papierwerk voor hem deed. Daar Kogon een goede verstandhouding met Ding-Schuler had wist hij een flink aantal gevangenen te redden. Kogon zei later dat Ding-Schuler verantwoordelijk was voor de dood van enkele honderden personen, maar er tegelijkertijd een boel het leven heeft gered.
Begin april 1945 kregen Kogon en Arthur Dietzsch van Ding-Schuler te horen dat ze op een lijst met 46 namen stonden, die de SS nog kort voor de bevrijding van het kamp wilde executeren. Ding-Schuler wist Kogons leven te redden door hem in een kist uit het kamp te voeren. Ook Dietzsch wist mede dankzij deze waarschuwing te overleven. Op 25 april werd Ding-Schuler door Amerikaanse troepen gevangengenomen. Hij pleegde op 11 augustus 1945 zelfmoord.

## Lidmaatschapsnummers
- NSDAP-nr.: 1 318 211
- SS-nr.: 280 163